# 軽井沢テレビ中継放送所
軽井沢テレビ中継放送所（かるいざわテレビちゅうけいほうそうじょ）は長野県北佐久郡軽井沢町の高瀬地籍（愛宕山）にあるテレビ中継送信所。同町一帯をサービスエリアとしている。

## 軽井沢町とテレビの歴史
- 明治時代から国際的な避暑地として知られる軽井沢町は関東広域圏圏内である群馬県に近いこともあり1953年2月1日のテレビ放送開始（※　NHK東京中央放送局がテレビ放送を開始した）以降東京の方角へ向けてテレビを受信。さらに東京タワーの完成後は一部を除き受信力が向上し1967年4月1日の時点では長野県内で唯一、多チャンネルの恩恵を受けていたとされている。
- 長野県でのテレビ放送開始は1958年10月25日に信越放送が小県郡武石村（※現在は上田市）の高原地帯美ヶ原にマウンテントップ方式のテレビアンテナを建てて放送開始したのが始まりとされるが軽井沢町へ電波が届きにくく結果長野県でありながら長野県のテレビ局を見られないという事態が発生していた。このため信越放送とNHK長野放送局は早くから軽井沢町を対象としたサテライト局を建設しようとしていたがVHFでは限界がありなかなか免許に至らない。しかし1967年に当時の郵政大臣小林武治が「UHFによるテレビ免許を認める。V・U混在も可能である。」と公言したためUHFによるサテライト局でならば可能となった。そしてこの年の7月1日共同で（※　NHK＝総合45・教育47ch、SBC＝49ch）建設し開局にこぎつけている。これにより軽井沢でも長野県でのテレビ放送が開始されることとなった。ちなみにこの年にUHFチューナーもつけたオールチャンネルカラーテレビが初めて発売されているが長野県では軽井沢町の家電量販店ではじめて発売されている。
- その後長野放送が1969年4月1日の本放送開始に遅れる事5年、1974年8月2日に放送を開始。テレビ信州と長野朝日放送が本局の放送開始と同時に運用を開始している。

### 地上アナログテレビジョン放送受信設備
| チャンネル 番号 | 放送局名         | 空中線電力        | ERP              | 放送対象地域 | 放送区域 内世帯数 | 開局日        |
| --------------- | ---------------- | ----------------- | ---------------- | ------------ | ----------------- | ------------- |
| 47              | NHK 長野総合     | 映像10W /音声2.5W | 映像60W /音声15W | 長野県       | 約4000世帯        | 1967年7月1日  |
| 53              | TSB テレビ信州   | 映像10W /音声2.5W | 映像60W /音声15W | 長野県       | 約4000世帯        | 1980年10月1日 |
| 49→55           | SBC 信越放送     | 映像10W /音声2.5W | 映像60W /音声15W | 長野県       | 約4000世帯        | 1967年7月1日  |
| 51→57           | NBS 長野放送     | 映像10W /音声2.5W | 映像60W /音声15W | 長野県       | 約4000世帯        | 1974年8月2日  |
| 43→59           | abn 長野朝日放送 | 映像10W /音声2.5W | 映像60W /音声15W | 長野県       | 約4000世帯        | 1991年4月1日  |
| 45→61           | NHK 長野教育     | 映像10W /音声2.5W | 映像60W /音声15W | 全国         | 約4000世帯        | 1967年7月1日  |

- 所在地： デジタルテレビ放送に同じ
- 2011年7月24日をもってすべて廃止された。
- 左側のチャンネルはアナアナ変換に伴い、2005年7月1日 - 12月21日の期間中に変更[1]。

### 地上デジタルテレビジョン放送受信設備
| ID | 放送局名         | 物理 チャンネル | 空中線 電力 | ERP  | 放送対象地域 | 放送区域 内世帯数 | 開局日          |
| -- | ---------------- | --------------- | ----------- | ---- | ------------ | ----------------- | --------------- |
| 1  | NHK 長野総合     | 25ch            | 1W          | 5.4W | 長野県       | 約-世帯           | 2007年 12月21日 |
| 2  | NHK 長野教育     | 27ch            | 1W          | 5.4W | 全国         | 約-世帯           | 2007年 12月21日 |
| 4  | TSB テレビ信州   | 35ch            | 1W          | 5.4W | 長野県       | 約-世帯           | 2007年 12月21日 |
| 5  | abn 長野朝日放送 | 41ch            | 1W          | 5.4W | 長野県       | 約-世帯           | 2007年 12月21日 |
| 6  | SBC 信越放送     | 23ch            | 1W          | 5.4W | 長野県       | 約-世帯           | 2007年 12月21日 |
| 8  | NBS 長野放送     | 44ch            | 1W          | 5.4W | 長野県       | 約-世帯           | 2007年 12月21日 |